# 湘江北去
《湘江北去》，中国大陆2011年6月10日上映的一部近代历史题材电影，讲述了青年毛泽东、萧子升和彭煌等年轻人怀抱救国理想，踏上不同的救国道路的故事以及他们之间的友谊。该片由潇湘电影集团有限公司投资拍摄，为庆祝中国共产党成立90周年的献礼片。2010年11月11日在长沙靖港古镇开机。

## 演员
- 保剑锋 饰 毛泽东
- 周冬雨 饰 杨开慧
- 孙维民 饰 何叔衡
- 钱　枫 饰 萧子升
- 陶　帅 饰 蔡和森
- 李　金 饰 彭　璜
- 伊　娜 饰 陶斯咏
- 石　凉 饰 李大钊
- 李子雄 饰 陈独秀
- 郑　玉 饰 杨昌济
- 奚美娟 饰 杨　母
- 周一围 饰 胡　适

## 主创
- 出品人：周丕学、冯新力、谷国庆
- 总顾问：路建平
- 总策划：魏委、姜欣
- 总监制：欧阳常林、龚政文、刘惠东
- 监制：唐中新、陈宜飞
- 摄影：姜力军
- 作曲：吴军
- 责任编辑：周丕学
- 制片人：陆小惠

## 评价
《湖南日报》认为剧中毛泽东的形象非常亲和，就像一个邻家大哥，他的追求、苦闷和迷惘是那样真实，不刻意也不做作。
影评人释凡批评本片编导摇摆不定，通篇喊革命口号生硬离谱，剧情流水帐般走过场，让人并没看到一个人性化革命领袖，浪费了精良的摄影、美工、配乐和朝气蓬勃的年轻演员阵容。

## 奖项
| 奖项                                   | 类别       | 名字         | 结果 |
| -------------------------------------- | ---------- | ------------ | ---- |
| 第14届中国电影华表奖                   | 优秀故事片 | 《湘江北去》 | 提名 |
| 第12届中宣部精神文明建设“五个一工程”奖 | 电影       | 《湘江北去》 | 獲獎 |